# Β-Sandwich

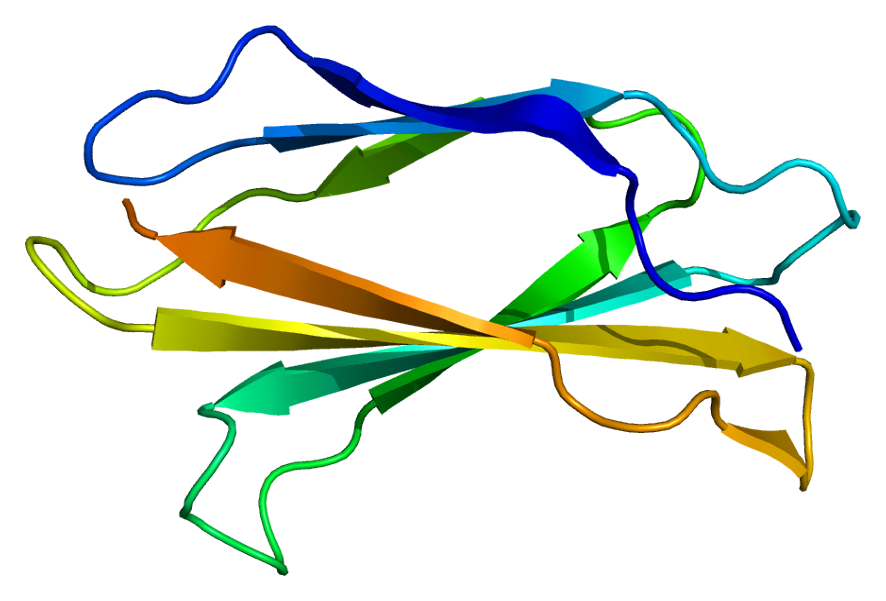
β-Sandwich-Struktur aus Tenascin C

Ein β-Sandwich ist eine Proteindomäne mit mindestens zwei gegenläufigen (antiparallelen) β-Strängen und mindestens einer β-Schleife.

## Eigenschaften
β-Sandwich-Domänen werden nach ihrer jeweiligen Proteinfaltung in verschiedene Klassen eingeteilt. Das β-Sandwich von Immunglobulinen besteht aus sieben bis neun antiparallelen Strängen in zwei β-Faltblättern. Die jelly roll-Faltung (engl. für ‚Konfitürenbrötchen‘) kommt in manchen Kohlenhydrat-bindenden Proteinen wie das Lektin Concanavalin A, in der Kollagen-bindenden Domäne des Adhesins von Staphylococcus aureus und in den Fibronectin-bindenden Domänen von Tenascin vor. Die Lektin-Domäne des Typs L ist eine Variante der jelly roll-Faltung. Die C2-Domäne in Proteinkinase C-C2 besitzt ein β-Sandwich mit acht Strängen.